# Jacob Levy Moreno

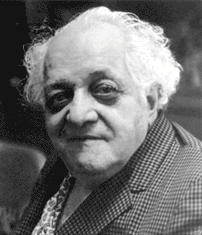
Jacob L. Moreno

Jacob Levy Moreno (* 18. Mai 1889 in Bukarest; † 14. Mai 1974 in Beacon, New York) war ein österreichisch-amerikanischer Arzt, Psychiater, Soziologe und der Begründer des Psychodramas, der Soziometrie und der Gruppenpsychotherapie.

## Familie
Jacob Levy Moreno, geboren als Jacob Levi, war der Sohn des sephardischen Kaufmanns Moreno Nissim Levi und seiner Frau Pauline Iancu (* 1874). In einer Selbstaussage gab Moreno den 16. Mai 1892 als sein Geburtsdatum an, den Gedenktag der Vertreibung der Juden aus Spanien im Jahr 1492.
Laut Aussage in seiner Autobiografie wurde er in einer stürmischen Nacht im Morgengrauen eines Schabbats während einer Schiffsfahrt vom Bosporus nach dem rumänischen Constanța auf einem Schiff unbekannter Nationalität geboren. Morenos Angaben dürfen allerdings hinterfragt werden und mehr einer „psychodramatischen Wahrheit“ denn nachprüfbaren Ereignissen entsprechen.

## Die Jahre in Wien
Moreno erlebte als Kind im Alter von vier Jahren die Flucht seiner Familie vor Armut und Pogromen nach Wien, wo er aufwuchs. Nach der Übersiedelung seiner Familie nach Berlin kehrte Moreno als 14-Jähriger alleine nach Wien zurück, wo er nach dem Besuch einer jüdischen Schule ab 1909 zunächst Philosophie, dann Medizin studierte. Sein Studium finanzierte er zum Teil als Hauslehrer, z. B. von Elisabeth Bergner. Sein Medizinstudium schloss er am 5. Februar 1917 ab.
Schon als Jugendlicher war er vom Stegreiftheater, das zu dieser Zeit in Wien eine außergewöhnliche Blüte erlebte – zeitweilig soll es bis zu hundert Stegreifbühnen gegeben haben –, fasziniert. Ebenso bewunderte er die Spontaneität und Kreativität der in den Parkanlagen spielenden Kinder.
Während seines Studiums beschäftigte er sich mit gesellschaftlichen Randgruppen und arbeitete nach seiner Promotion als Arzt im Flüchtlingslager Mitterndorf, Niederösterreich. Seine Beobachtungen führten ihn dazu, soziale Anziehungs- und Abstoßungskräfte zu vermuten und in der Gruppe mehr als die Summe ihrer Mitglieder zu sehen. Diese Erfahrungen bildeten die Grundlage für seine späteren Arbeiten zur Soziometrie, zur Aktionsforschung und zur Entwicklung der Methode des Psychodramas. Von 1918 bis 1925 war er als Werksarzt in der Vöslauer Kammgarnfabrik und als Gemeindearzt in Bad Vöslau tätig. Zugleich gehörte er expressionistischen Künstlerkreisen in Wien an (Herausgeber der Zeitschrift Daimon). Seinem radikalen Konzept eines Stegreiftheaters („Theater der Spontaneität“), das er zwischenzeitlich entwickelte, war allerdings wenig „Publikumserfolg“ beschieden. Immerhin, Elisabeth Bergner und Peter Lorre sammelten bei ihm erste Theater-Erfahrungen.
Sein ehrenhalber gewidmetes Grab (Abteilung 1, Ring 1, Gruppe 5, Nummer 1) befindet sich im Urnenhain der Feuerhalle Simmering.

## Die Jahre in Amerika
1925 reiste er auf Einladung eines Elektrokonzerns (Moreno hatte gemeinsam mit dem Bruder seiner Lebensgefährtin ein elektromagnetisches Aufzeichnungsverfahren entwickelt) in die USA, wo er in der Folge dann auch blieb. Hintergrund für diese Entwicklung dürfte vor allem auch gewesen sein, dass er sich sowohl künstlerisch wie auch als ärztlicher Pionier in einer Stagnation erlebte. Die ersten fünf Jahre hatte er schwer zu kämpfen. Hilfe erhielt er schließlich durch die Kinderpsychologin Beatrice Beecher, die er 1928 heiratete, um eine Aufenthaltsgenehmigung zu bekommen. Seine Arbeit mit Kindern, soziometrische Studien mit Strafgefangenen in Sing Sing und Mädchen in einem Erziehungsheim fanden jedoch bald Resonanz. Seine frühen Erfahrungen in Amerika flossen in sein Hauptwerk Who shall survive? ein. 1936 übernahm er eine kleine psychiatrische Klinik in Beacon (USA), in der er seinen therapeutischen Ansatz des Psychodramas (Psychotherapie mittels Stegreifspiels) zur Reife weiterentwickelte.

## Veröffentlichungen im Frühwerk
- Einladung zu einer Begegnung, 2 Hefte (1914)[10]

- redigierte die Zeitschrift Daimon (1918)
- Die Gottheit als Autor (1922)
- Die Gottheit als Komödiant (1922)
- Das Stegreiftheater, Potsdam: G. Kiepenheuer, 1924

## Psychodrama, Gruppenpsychotherapie und Soziometrie

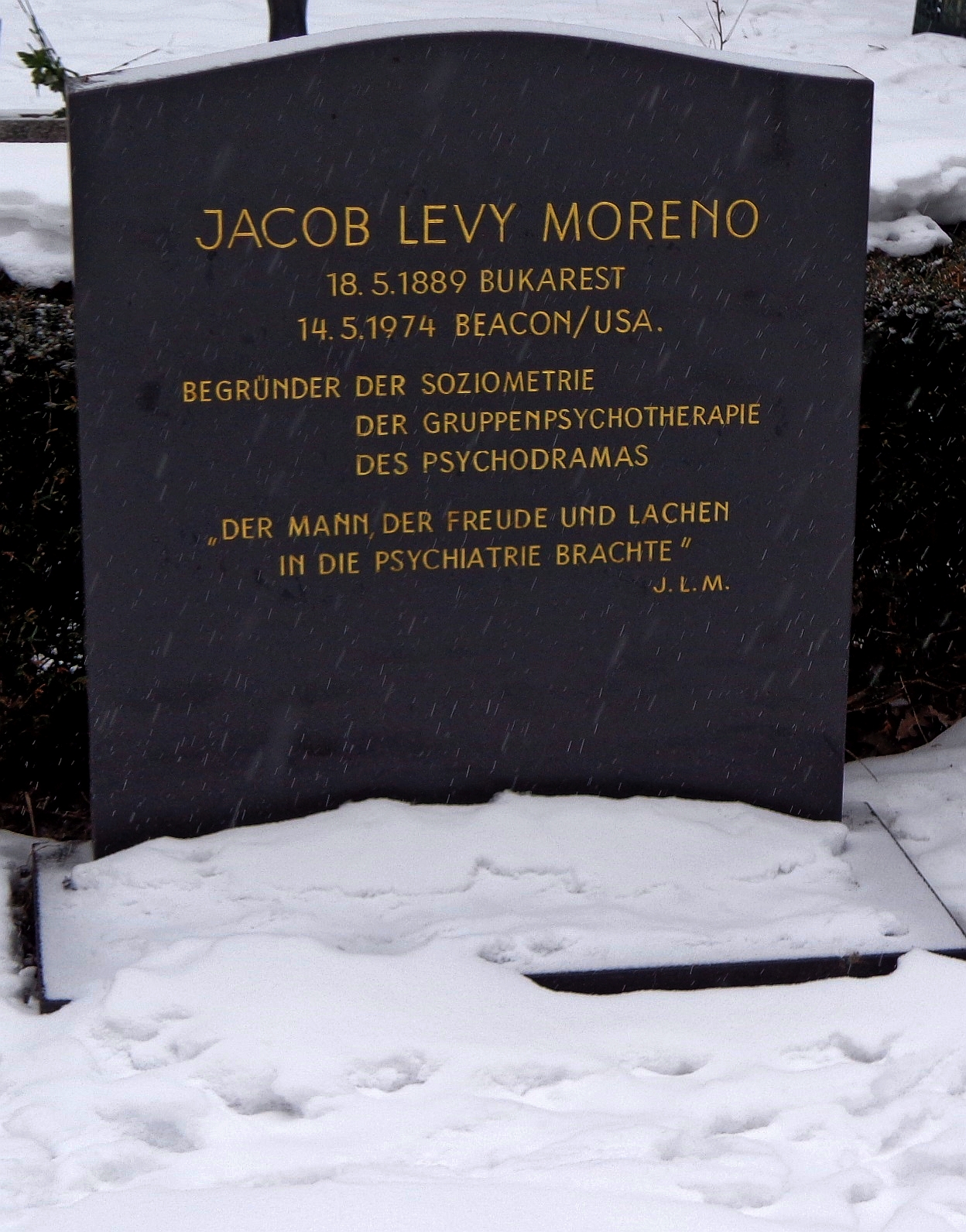
Feuerhalle Simmering – Urnengrab von Jacob Levy Moreno

Moreno entwickelte das Psychodrama, als „diejenige Methode, welche die Wahrheit der Seele durch Handeln ergründet“, mit dem Ziel „die menschliche Spontaneität freizusetzen und gleichzeitig in das gesamte Lebensgefüge des Menschen sinnvoll zu integrieren“. Er entwickelte die Soziometrie zur Diagnose von Beziehungen in Gruppen und erweiterte die Rollentheorie für die Psychotherapie in der Gruppe. Er verwendete als erster den Begriff „Gruppenpsychotherapie“.

## Schriften
- Who shall survive? (1934) (dt.: Die Grundlagen der Soziometrie – Wege zur Neuordnung der Gesellschaft (1953, 4. Aufl. Leske + Budrich, 1996))
- Gruppenpsychotherapie und Psychodrama. Einleitung in Theorie und Praxis, 1959, Stuttgart: Thieme, 5. unveränd. Auflage 1997
- „Role“, in Moreno: The Sociometry Reader, 1960
- Psychodrama, 1964
- Psychodrama und Soziometrie. Essentielle Schriften, Edition Humanistische Psychologie, 2. Auflage 2001, ISBN 3-926176-23-7
- Auszüge aus der Autobiographie, München: inScenario, 1995, ISBN 3-929296-01-2